# Apocalisse di un terremoto
Apocalisse di un terremoto è un film drammatico del 1982, diretto da Sergio Pastore. Il film dossier racconta una storia d'amore e documenta i danni provocati dal terremoto dell'Irpinia del 1980 che sconvolse le regioni della Basilicata e Campania. Il film ha destato grande interesse anche all'estero, come in Canada. Successivamente è stato acquisito dalla Cineteca Vaticana.

## Trama
Ciro, emigrato da anni in Canada, torna al paese natale, in Irpinia, dopo il catastrofico terremoto del 1980, accompagnato dal canadese Anthony Starace, per cercare la fidanzata Maria, data per dispersa. I due visitano i luoghi disastrati, venendo a contatto con la drammatica realtà (tra cui la camorra, corruzione) acuita dai problemi derivati dal sisma. Alla fine Ciro trova Maria ricoverata in un ospedale, con le gambe amputate.